# 福岡県立筑紫高等学校
福岡県立筑紫高等学校（ふくおかけんりつ ちくしこうとうがっこう）は、福岡県筑紫野市針摺東二丁目にある公立高等学校。2022年11月、創立50周年を迎えた。 

## 沿革
- 1972年（昭和47年）11月1日：福岡県第六学区（現第五学区）の新設校として設立。
- 1973年（昭和48年）
  - 3月14日：第1回入試学力検査を福岡女子短大にて実施した。
  - 4月5日：開校。開校式及び第1回入学式を二日市中学校で挙行。
  - 同月15日：第1回宝満山登山を行う。
  - 7月21 - 24日：第1回九重集団キャンプを行う。
  - 9月17日：生徒会結成総会を行う。
- 1974年（昭和49年）
  - 2月11日：校歌を制定する。
  - 8月15日：体育館建設工事が施工する。
- 1975年（昭和50年）
  - 1月19 - 24日：第1回修学旅行（志賀高原スキー教室）を行う。
  - 3月1日：第1回卒業証書授与式を行う。
- 1976年（昭和51年）3月30日：正門・裏門が完成する。
- 1978年（昭和53年）
  - 2月10日：学級数増加に伴い、普通教室6教室を施工。
  - 3月13日：柔剣道場新築工事が施工。
- 1979年（昭和54年）1月26日：プール・体育館倉庫が施工。
- 1981年（昭和56年）9月21日 ：自転車置場増設工事が施工。
- 1986年（昭和61年）1月31日：食堂棟が施工。
- 1991年（平成3年）3月9日：第16期生よりロータリー（築庭）が寄贈される。
- 1992年（平成4年）
  - 3月7日：第17期生より正面壁画が寄贈される。
  - 10月31日：設立20周年を記念し、校訓碑を設立する。
- 2002年（平成14年）10月16日：「立庭」「舞い人」除幕式を行う。
- 2003年（平成15年）8月8日：教室棟に空調設備設置（父母教師会より）
- 2004年（平成16年）3月1日：第29期生より「憩いの広場」が寄贈される。
- 2005年（平成17年）
  - 3月1日：第30期生より「池井」が寄贈される。
  - 同月24日：グラウンド芝生整備工事を施工。
  - 7月30日：グラウンド芝生化記念式典を行う。
- 2006年（平成18年）3月1日：第31期生より「憩いのテラス」が寄贈される。
- 2012年（平成24年）10月25日：設立40周年を記念し。校舎壁面に「筑紫魂」の文字を掲げる。
- 2022年 (令和4年) 11月1日：創立50周年を迎える。

## 本校の時制
| 時間  | 月・木曜日  | 火・水・金曜日 |
| ----- | ----------- | -------------- |
| 8:25  | 朝礼（SHR） | 朝礼（SHR）    |
| 9:40  | 1限目       | 1限目          |
| 10:40 | 2限目       | 2限目          |
| 11:40 | 3限目       | 3限目          |
| 12:40 | 4限目       | 4限目          |
| 12:30 | 昼休み      | 昼休み         |
| 13:15 | 5限目       | 5限目          |
| 14:15 | 6限目       | 6限目          |
| 15:15 | 7限目       | 掃除           |
| 15:25 | 7限目       | 終礼（SHR）    |
| 15:35 | 7限目       | 下校           |
| 16:05 | 休憩        | 下校           |
| 16:15 | 掃除        | 下校           |
| 16:25 | 終礼（SHR） | 下校           |
| 16:35 | 下校        | 下校           |

本校の授業は原則1コマ50分である。ただし、教育相談期間等は1コマ45分に短縮される。また、授業間には10分間の休憩が設けられている。
令和5年度までは朝課外及び「朝のBig Bang」があったが、令和6年度より廃止となり、登下校の時間帯が数十分早まった。

## 筑紫体操
本校には、開校以来伝統して伝わる「筑紫体操」が存在する。「新しい学校には新しい運動を」をテーマに当時の体育教師が考案した。当時はゆったりとしたBGMに乗せて運動を行っていたが、現在は、全員声を掛けながら体操を行う。

### 体操の内容
1. 腕の回旋
2. 下肢の運動
3. 歩の方向転換
4. 膝の屈伸
5. 体の伸展
6. 体を捻る運動
7. 誘導振とバランス
8. 胸を開く運動
9. 体の回旋
10. ジャンプ
11. スキップ
12. 創作運動
13. 足首の運動
14. 深呼吸

- これらの運動を体育の授業や体育大会等の準備運動の際に行う。
- 2番の創作運動について、現在は全学年共に首の運動を行なっている。以前は学年ごとに異なる運動であった。

## 校章
校章は県花であり県章でもある梅の花に、太宰府天満宮の神鏡を配したもの。梅は、寒に耐え百花にさきがけて清くかおる。厳しさに耐え、常に未知のものに挑戦する創造的開拓者魂を追求しようとする本校建学の理念を象徴するもの。配する鏡は、自らを正し美しいものを美しいと感ずる豊かな情操、自他の敬愛と責任ある態度を写すもの。さらに、全体としての梅花の丸味は健やかな心を、そして、その背後をささえる鏡の姿は、健全な心と頑健な身体をめざそうとするもの。全体として、常に高く理想を掲げて精進しようとする校訓（我らの誓い）『創・愛・健』－創造、－敬愛、－剛健の三項を具象化したものである。

## 本校PR動画
このページは本校進学の推奨ではなく、あくまでも動画視聴の案内という趣旨で掲載する。2021年8月5日に本校のPR動画を公開した。「筑紫だから○○」をテーマに、校内の様子や、卒業生の現在を盛り込んだ動画となっている。通常版とショート版と2種類が公開されている。

## 校則

### 学年カラー
3年周期で赤・青・緑が交代する。例えば、令和6年度は1年生が赤、2年生が青、3年生が緑。

### 制服
在校生の投票により令和6年度以降の制服が決まった。また制服の移行期間は問わない。
冬服
男子：標準服（学ラン）
女子：ブレザー
中間服
男子：カッターシャツ（長袖）
女子：ブラウス＋セーター
夏服
男子：カッターシャツ（半袖）
女子：ブラウス（半袖）
なお、男子のカッターシャツ、女子のブラウス・ブレザー着用時は、胸章を必ずつけること。
男女共通
靴下は白、黒、ベージュ。ワンポイントは可。ただしくるぶしの出るものは不可。

### 体操服（体育時の服装）
- 学校指定のシャツ（学年カラーワッペン）・パンツ・ハチマキを着用する。
- ジャージ（学年カラー上下）は教員の着用許可が出てから着用する。
- シューズは、グラウンドならば指定のグラウンドシューズ、体育館ならば指定の体育館シューズを着用する。

### 頭髪
男女共通
髪の毛の染色・脱色・パーマなどは禁止。
男子
- 髪の毛の長さは目・耳・襟にかからない程度。
- もみあげは耳の真ん中まで。
- ツーブロックなどの過度な刈り上げは禁止。
- 眉剃りは禁止。
- 令和6年9月より、LGBTQの観点から、後ろ髪の長髪が可能になった。

女子
- 前髪は目にかからないようにする。
- ヘアピンを多く必要とする髪型にしない。
- お団子ヘアは禁止。
- 後ろ髪は肩のラインを超えたら結ぶ。その際のゴムの色は黒・紺・茶。
- ヘアピンはいわゆるアメリカピンを使用すること。
- 化粧は禁止（リップ・日焼け止めが無色に限り許可）。

### 靴
- 通学靴は自由。
- グラウンドシューズ・体育館シューズ・校内スリッパは指定。

### 防寒着
- コートは無地で色は黒・紺・アイボリー・白・グレーとする。
- マフラーの着用も認める。色はコートの規定に準ずる。
- 手袋は指定なし。ただし、体育の授業の際着用できるのはスポーツタイプとなる。

### カバン
2022年9月より平日の正課の授業の際も含めてカバンの自由化が始まった。

### 携帯電話
持ち込みは可能であるが、あくまでも登下校時の緊急連絡に対応するためなので、ルールを守ること。
- 校内では電源を切ってカバンにしまう。ポケットは禁止。
- 許可なくカバンから取り出さない。指導の対象となる。
- 登下校時も緊急時を除き、使用しないようにする。
- 自転車に乗りながらの使用は法令違反で、事故につながるので禁止。
- 公共交通機関でも、その場のルールに従う。なお、携帯電話を首から下げたり、イヤホンを着用をするのは禁止。
- 規定に違反した場合は、その場で没収し、保護者来校の上返却する。
- なお、ホームルーム・総合的な探究の時間の授業の際、個人のスマートフォンを使用することがある。ただし、そのために新しく購入・契約する必要はない。必要に応じて、備品のタブレットPCが貸し出される。

## 特色ある教育
- 総合的な探求の時間に「Project C」と称される、筑紫野市の抱える問題解決に向けての活動が行われる。クラスでの発表を経て選ばれたプランは筑紫野市役所職員に向けてプレゼンテーションを行い、その中でも優秀なものは実際に市の政策の参考となることもある。どのような問題に向けて活動するかは市や学校が前年までの資料をもとに決めるが、その後の調査方法やアポイントメント、実際の調査や発表準備・発表は生徒主体で行われる。
- 令和5年度まで「朝のBig Bang」「夏のBig Bang」「冬のBig Bang」など、「Big Bang」と呼ばれる自主学習の時間が各時間・時期に設けられていたが、「朝のBig Bang」は廃止、「夏のBig Bang」「冬のBig Bang」は期間短縮(変更)・名称変更が行われた。

## 休校等の対応
気象現象による休校・自宅待機などの対応は、それぞれ筑紫野市の注意報、警報に準ずる。

## 校内設備
- 普通教室：30教室
- 理科棟：生物・物理・化学3科目専門の実験室・講義室
- 講義室：4教室
- パソコン室
- 音楽室
- 書道室
- 美術室
- 家庭科室
- 調理室
- 視聴覚室
- 職員室
- 生徒会室
- 武道場
- その他（教官室・事務室等）

特記事項
- 全フロア・グラウンドにWi-Fiを完備

- 一部の特別教室に電子黒板、普通棟全教室に電子黒板機能付きプロジェクターおよびパソコンを設置。
- 普通教室および大半の特別教室に冷暖房を完備

- 福岡県公立高校最高峰のトレーニングルーム（主に部活動で使用）

- グラウンドの半面は天然芝

## 周辺
- ゆめタウン筑紫野　徒歩10分程度
- イオンモール筑紫野　徒歩20分程度

## 所在地
- 福岡県筑紫野市針摺東二丁目4番1号

なお、本校北側は太宰府市と接している。

## アクセス
最寄りの鉄道駅
- 西鉄天神大牟田線「朝倉街道駅」より徒歩12分
- JR鹿児島本線「天拝山駅」より徒歩15分

最寄りの道路
- 国道3号福岡南バイパス
- 国道386号
- 福岡県道31号福岡筑紫野線
- 福岡県道35号筑紫野古賀線
- 福岡県道112号福岡日田線
- 福岡県道65号筑紫野筑穂線
- 福岡県道・佐賀県道17号久留米基山筑紫野線

E3九州自動車道
- 8-1 筑紫野インターチェンジ
- 8    太宰府インターチェンジ

## 通学方法
主に西鉄朝倉街道駅もしくはJR天拝山駅から徒歩である。駅から学校まで遠いので、付近の駐輪場を活用し、駅から自転車で通学する生徒もいる。

## 通学区
福岡県第5学区に属する。
以下は全員通学が可能
- 筑紫野市
- 太宰府市
- 大野城市
- 春日市
- 那珂川市

以下は指定された地域の者のみが通学可能
- 福岡市
  - 中央区；春吉中・高宮中・平尾中
  - 博多区；席田中・東光中・住吉中・東住吉中・三筑中・那珂中・板付中
  - 南区   ；春吉中・高宮中・三宅中・筑紫丘中・日佐中・老司中・宮竹中・横手中・野間中・花畑中・柏原中
  - 南区長丘中；長丘二丁目1番～12番・15番～21番・平和四丁目（それ以外は第6学区）

## 学校行事
| 月   | 内容                   | 対象者        | 詳細 |
| ---- | ---------------------- | ------------- | --- |
| 4月  | 入学式                 | 1年生         | 本校体育館にて実施。 |
| 4月  | 筑紫BASIC              | 1年生         | 入学後の研修学習。集団行動を通して筑紫生としての自覚を養う。                                                                           |
| 4月  | 四王寺山登山           | 2年生         | 大宰府政庁跡広場から1日かけ登山を実施。                                                                                                |
| 5月  | 生徒総会               | 全校          | 校則改正など |
| 5月  | 能・狂言鑑賞           | 1年生         | 大濠公園能楽堂にて鑑賞。 |
| 6月  | 筑紫祭                 | 全校          | 文化祭。1年生は合唱、2,3年生はクラス企画。                                                                                             |
| 6月  | 歌舞伎鑑賞             | 2年生         | 博多座にて鑑賞。 |
| 7月  | 夏季クラスマッチ       | 全校          | バスケ・バレーと男子はサッカー、女子はドッヂの中から選択。サッカー・ドッジは屋外で行うため、雨天時は卓球に変更される。                 |
| 7月  | 夏の学習会前期         | 全校          | 夏の課外。国語・数学・英語＋理科or地歴。1・2年生は午前、3年は終日実施。                                                                |
| 7月  | APU語学研修            | 2年生         | 立命館アジア太平洋大学にて語学研修を実施。                                                                                             |
| 8月  | 夏の学習会後期         | 3年生         | 受験を控える3年生は、1・2年生より1週間長く課外授業を実施。                                                                             |
| 8月  | オーストラリア語学研修 | 1・2年 希望者 | 10日間程度の短期留学を実施。なお、新型コロナウイルス感染症 拡大に伴い、 国内での短期研修に一時的に切り替えている。                     |
| 8月  | 筑紫アカデミックツアー | 1・2年 希望者 | 大学へ訪問し、講演・講義を受ける。筑紫高校独自の企画である。                                                                           |
| 9月  | 体育大会               | 全校          | 2週間程度の練習を経て、本番に至る。文武両道を目標と掲げる筑紫高校において、教育効果の高い行事の1つで、生徒主体で創り上げる行事である。 |
| 9月  | 大学研修               | 1年生         | 佐賀大学などに出向かい、OBや留学生に講演いただき、今後の進路選択に役立てる。                                                           |
| 10月 | OB座談会               | 2年生         | 筑紫高校出身の社会人の方に講演いただく。                                                                                               |
| 10月 | 中学生の体験入学       | 中学生        | 筑紫高校の良さを知ってもらうために実施。高校の授業や部活体験など。                                                                     |
| 11月 | 創立記念式典           | 全校          | 11月1日が本校の創立記念日である。 |
| 12月 | 冬の学習会             | 全校          | 実施要項は、夏の学習会と同じ。 |
| 1月  | 記念樹贈呈式           | 全校          | 3学年が集う最後の行事で、3年生への感謝を伝える場でもある。                                                                             |
| 1月  | 駅伝・クラスマッチ     | 1･2年         | 校庭で実施。RUNRUNチャレンジと称して4周以上程度のランニングとクラス選抜メンバーでの駅伝を行う。                                        |
| 2月  | 修学旅行               | 2年生         | 長野でのスキー＋東京観光。シンガポールも選択できるようになったが、新型コロナの影響などを受け、未だ実施した経験はない。                 |
| 2月  | 推薦入試               | 中学生        | 基本的に特別教室で収まるので、在校生も授業が実施される。                                                                               |
| 3月  | 卒業証書授与式         | 3年生         | 本校体育館にて実施。 |
| 3月  | 一般入試               | 中学生        | 一般入試は、ほとんどの教室を使用するため、当日と前後1日は在校生は出校禁止。                                                            |
| 3月  | 春季クラスマッチ       | 1・2年        | 実施要項は夏季クラスマッチと同じ。 |
| 3月  | 春季学習会             | 1・2年        | 個人証明写真や次年度の教科書販売等も併せて実施される。                                                                                 |

## 創立50周年記念事業
50周年テーマ「筑紫共創50th」

### 創立50周年記念行事
- 5月24日：記念招待試合（サッカー・野球）

- 6月3日・4日：筑紫祭

50周年を記念して2年生が作成したペットボトルキャップアートがギネス世界記録認定
- 9月10日：体育大会

初の試みとして、夕方に開催した。全体終了後、グランドフィナーレと題して打ち上げ花火を実施。
- 11月5日：創立50周年記念式典

### 同窓会（筑心会）からの贈呈品
- GIGAスクールLAN延伸工事一式
- 電子黒板・プロジェクター
- 吹奏楽部楽器
- 生徒用シューズロッカー
- パーティション付きロッカー
- 教室扇風機・設置工事一式
- 部活動成績表示看板
- バッティングケージ
- サーキュレーター
- 学習用まなボード

## 部活動
ラグビー部、陸上部、剣道部などはインターハイや九州大会へ出場している。サッカー部も県大会上位であり非常に強い。直近ではラグビー部が第100回全国高等学校ラグビーフットボール大会出場。
体育系
- 陸上部
- サッカー部
- 剣道部
- ラグビー部
- ソフトテニス部
- ソフトボール部
- 野球部
- バレー部
- バスケットボール部
- 水泳部
- 卓球部
- ハンドボール部

文化系
- 吹奏楽部
- 放送部
- 化学部
- 書道部
- 美術部
- パソコン部
- 茶道部
- ESS部

## 著名な卒業生
- 井元清哉（東京大学医科学研究所副所長・教授、厚生労働省医療統計参与）
- 山口しのぶ（東京工業大学環境・社会理工学院教授、国連大学サステイナビリティ高等研究所所長）
- コモリタミノル（シンガーソングライター）
- 池田尚美／naomi（住空間デザイナー）
- 岡部俊哉（第35代陸上幕僚長)
- 中島哲也（映画監督、CMディレクター）
- 高瀬文広（日本赤十字九州国際看護大学教授）
- 森田宏幸（アニメーター、監督）
- とだ勝之（漫画家）
- 市原利夏（ものまねタレント）
- 下野六太（参議院議員）
- 鬼木誠（参議院議員）
- 永田隆憲（1987年早大ラグビー部 日本選手権優勝時主将、九州電力）
- 阪田友美（シンガーソングライター）
- 権丈太郎（2007年度早大ラグビー部 大学選手権優勝時主将、NECグリーンロケッツ）
- 西川さとり（エフエム福岡アナウンサー）
- 中嶋優月（櫻坂46）
- 猪野又紀子（フリーアナウンサー）
- 宮本啓丞（KBCアナウンサー）
- 服部恵（音楽家・打楽器奏者）
- 秋丸美帆（プロ釣り師・ダイワスーパーフレッシュアングラー）
- 柴田美咲（女優）
- 笠原ゴーフォワード（芸人）
- 山下弘資（NTTコミュニケーションズシャイニングアークス）
- 日高駿（キヤノンイーグルス）
- 秦一平（NTTドコモレッドハリケーンズ）
- 原田季郎（キヤノンイーグルス）
- 塩山瑛大（リコーブラックラムズ）
- 百武優雅（パナソニック ワイルドナイツ）
- 金堂礼（宗像サニックスブルース）
- 川地光節（コカ・コーラレッドスパークス）
- 桑野詠真（ヤマハ発動機ジュビロ）
- 鶴田馨（NTTドコモレッドハリケーンズ）
- 中井健人（ヤマハ発動機ジュビロ）
- 堀部直壮（クボタスピアーズ）
- 南友紀（横浜キヤノンイーグルス）
- 山﨑洋之（クボタスピアーズ）
- 久保優（早稲田大学）
- 南早紀（ラグビー女子日本代表）
- 伊藤優希（ラグビー女子日本代表）
- 古田真菜（ラグビー女子日本代表）
- 畑田桜子（ラグビー女子日本代表）
- 大内田夏月（ラグビー女子日本代表）
- 日野剛志（ヤマハ発動機、ラグビー日本代表）
- 井上優士（花園近鉄ライナーズ）
- 笠原寛貴（サッカー審判員）
- 安部潤（ミュージシャン）

※ラグビー強豪校として、プロプレイヤーを多く輩出している。